# SH-AWD
Super Handling-All Wheel Drive (SH-AWD) — штатная, полностью автоматическая система полного привода, сочетающая управление распределением переднего заднего крутящего момента с независимо регулируемым распределением крутящего момента на левые и правые задние колеса, чтобы свободно распределять оптимальное количество крутящего момента на все четыре колеса в соответствии с условиями вождения. В апреле 2004 года система представлена в Японии на автомобиле Honda Legend четвертого поколения, и в 2005 году на североамериканском рынке в качестве второго поколения Acura RL.
Как впервые реализовано в Acura RL, SH-AWD позволяет постоянно распределять крутящий момент между передними и задними колесами от 70 % спереди / 30 % сзади до 30 % спереди / 70 % сзади, при этом на задней оси до 100 % мощности распределяется на наружное левое или правое колесо, чтобы помочь в поворотах. Например, при прямолинейном ускорении полного дроссельной заслонки RL способен распределять 40 % крутящего момента на задние колеса и 60 % на передние колеса. до 100 % мощности задних колес может быть распределено на одно внешнее(относительно поворота) заднее колесо. Это уменьшает занос и поддерживает курсовую устойчивость автомобиля, делая его сбалансированным и контролируемым.
SH-AWD полноприводная система была высоко оценена Popular Science как одна из лучших автомобильных инноваций 2004 года, и в рамках уже технически заполненные транспортного средства помогли заработать 2005 «Технологический автомобиль года» в Японии.
Honda с тех пор объявила об эволюции SH-AWD с использованием гибридных электрических технологий. В 2012 году появилась Sport Hybrid SH-AWD. Первые два анонсированных применения Sport Hybrid SH-AWD должны быть на задних колесах 2014 Acura RLX, новой концепции Acura NSX.

## Развитие
На самом базовом уровне, SH-AWD-система представляет собой сочетание технологии переменного крутящего момента управления 4WD (Honda VTM-4), автоматической системы полного привода и Active Torque Transfer System (ATTS) — системы распределения переменного крутящего момента. Honda представила технологию ATTS в 1997 на Honda Prelude Type SH. VTM-автоматическую систему полного привода в конце 2000 года на 2001 модельном году Acura MDX спортивный внедорожник (SUV), а затем на 2003 Honda Pilot SUV.
По утверждению Honda, система VTM-4 отличается от других полноприводных систем тем, что она «предвидит» проскальзывание колес, так как после проскальзывания автомобиль может уже оказаться в беде. Система VTM-4 состояла из пары управляемых компьютером мокрых сцепления в задней оси, которые работали в паре с передними колесами независимо от дорожных условий. При запуске система VTM-4 будет посылать крутящий момент (мощность) с передних колес на задние колеса в дополнение к обычному режиму переднего привода. При том, что все четыре колеса крутятся с момента старта, большее сцепление шин обеспечивается от четырёх ведущих колес, а не от двух передних колес. На сухом покрытии, это служит для уменьшения переднеприводного крутящего момента, и обеспечивает большее сцепление передних шин для поворота (без пробуксовки). VTM-4 был разработан со специальным режимом блокировки, например, когда транспортное средство застряло в снегу. Этот режим блокировки автоматически включает передачу крутящего момента на все четыре колеса на низких скоростях. По мере увеличения скорости, мощность задних колес будет уменьшаться, и на 18 миль/ч, система вернется к переднеприводной.
SH-AWD сочетает в себе как автоматический полный привод VTM-4 системы с возможностью «супер распределения» крутящего момента ATTS на задней оси.
На североамериканском рынке, Honda представила оригинальную систему SH-AWD в конце 2004 года со вторым поколением 2005 Acura RL. Два других варианта SH-AWD были представлены в конце 2006 года в то время все новые 2007 Acura RDX и новое второе поколение 2007 Acura MDX Sport Utility. В конце 2008 года появилась улучшенная версия SH-AWD на автомобилях Acura RL. Эта улучшенная версия предусматривала более раннее вмешательство SH-AWD.
С 2010 года Acura RL остается единственной конфигурацией SH-AWD с устройством ускорения заднего дифференциала с переменной скоростью. Недавно представленный 2010 Acura qDX четырёхдверное спортивное купе поддерживает механически аналогичные фиксированные 1,7 % ускорения привода заднего дифференциала, относительно конфигурации других Acura SH-AWD-оборудованных транспортных средств
20 июля 2009 года появилось спортивное купе Acura, оснащенное новой шестиступенчатой автоматической коробкой передач и SH-AWD.
30 ноября 2011 года, в рамках рекламы вокруг Токийского автосалона 2011 года, Honda объявила о новой реализации SH-AWD в рамках своей «Earth Dreams Technology» (Технологии земных снов). Новым гибридным электрическим SH-AWD будут оснащаться новые 3,5л V6 и три электродвигателя с литий-ионными батареями. V-6 будет работать вместе 30 кВт-электродвигателем, который может работать независимо от V6, в отличие от предыдущих мягких гибридных конфигураций Honda IMA. Кроме того, каждое заднее колесо будет иметь электродвигатель мощностью 20 кВт, который будет работать независимо, изменяя крутящий момент по мере необходимости. На повороте, электродвигатель добавит крутящий момент к внешнему (относительно поворота) заднему колесу, пока двигатель заднего внутреннего колеса притормаживает, усиливая влияние SH-AWD. В то же время, торможение двигателя будет выступать в качестве генератора, для подачи энергии на двигатель внешнего колеса. Если литий-ионный аккумулятор разрядится, бензиновый двигатель V6 будет крутить передний электродвигатель в качестве генератора для подачи электроэнергии на задние колеса, а также зарядки батареи. Прототип этой системы был показан в тесте с использованием североамериканской версии Honda Accord 8-го поколения.

## Функции
Текущие конфигурации SH-AWD все в спариваются с поперечным двигателем, либо с рядным четырёхцилиндровым двигателем Honda K-Series с турбонаддувом в случае RDX или версии V6 двигателя Honda J-Series. Нет никакого центрального дифференциала. Вал от коробки передач напрямую передает крутящий момент в задний дифференциальный блок. Задний дифференциал через центральную гипоидную передачу обеспечивает питание каждой задней полуоси. Мощность каждой полуоси модулируется идентичными планетарными наборами передач и электромагнитными пакетами сцепления, которые могут изменять передачу мощности.
Например, при сравнении RL с MDX, в жестком повороте, большая часть энергии, передаваемой на задние колеса для Acura RL составляет 70 %, в то время как в Acura MDX составляет всего 50 %. При прямолинейном движении в различные модели Acura RL может передаваться от 70 до 80 % на передние колеса, в то время как Acura MDX может передавать до 90 % на передние колеса.
SH-AWD отличается по функциям от других популярных систем полного привода, таких как популярная Audi Quattro. Например, SH-AWD на сухом покрытии и спокойном прямолинейном движении основной крутящий момент передает на передние колеса, а Audi Quiattro на задние колеса. SH-AWD уже является системой векторизации крутящего момента, а Audi требует двух различных пакетов (Dynamic и Dynamic Plus) для того, чтобы Quattro была системой с векторизацией крутящего момента.

## Системная интеграция
Технология SH-AWD глубоко интегрирована с другими системами и датчиками, внедренными в автомобилях Acura, включая:
3 или 4 канала (в зависимости от модели) антиблокировочной тормозной системы (ABS),
4 канальная Vehicle Stability Assist (VSA)
Электронная тормозная сила Распределения (EBD)
Системы управления подачей топлива
Датчики скорости, угла движения, боковой датчик G-Force
Эти системы и датчики работают вместе, чтобы повысить управляемость и безопасность транспортных средств.